# Pyripnoa pyraspis
Pyripnoa pyraspis là một loài bướm đêm trong họ Noctuidae.